# Gymnangium longicorne
Gymnangium longicorne is een hydroïdpoliep uit de familie Aglaopheniidae. De poliep komt uit het geslacht Gymnangium. Gymnangium longicorne werd in 1852 voor het eerst wetenschappelijk beschreven door Busk. 